# Menace (Stargate SG-1)
Menace (Amenaza) es el décimo noveno episodio de la quinta temporada de la serie de televisión de ciencia ficción Stargate SG-1, y el centésimo séptimo de toda la serie.

## Trama
El SG-1 llega un mundo devastado hace mucho tiempo, pero que al parecer una vez fue muy avanzado. En un edificio, ellos encuentran a una joven mujer ginoide, pero sin daño alguno. Carter y Daniel convencen a Hammond para que les permita traer al SGC para estudio adicional. Pronto logran reactivarla, y ella se comunica con el SG-1, revelando que su nombre es Reese. No obstante, cuando intentan que les diga lo que le sucedió a su mundo, ella se niega.
O'Neill y Teal'c y el SG-8  vuelven al planeta y al descubrir un bloque de Replicadores, ellos conjeturan que ese mundo fue aniquilado por aquellas máquinas. Después de que el equipo regresa, Daniel va a hablar con Reese, y ella le muestra un regalo que le hizo: Un Replicador. 
Ésta criatura luego es colocada dentro de una caja de cristal resistente al ácido, resguardada por Teal'c, pese a los reclamos de Reese. Más aún, ella comienza a trastornarse, expresando que todos la odian porque la “crearon mal”, y que cree que además desean destruirla a ella y a sus juguetes, los Replicadores. Daniel intenta consolarla y convencerla de que no es así, y en el proceso descubre que el temor de la gente de su mundo hacia ella y sus juguetes los llevó a intentar destruirlos. Reese admite que ella les dijo a sus juguetes que se replicaran y les enseñó a defenderse, pero entonces cuando intento detenerlos, ella perdió el control de estos. Con ello, accidentalmente dio origen a la plaga de Replicadores. 
Eventualmente, y debido a que SG-1 destruyó al Replicador encerrado, cuando éste intentaba escapar, Reese cree que nuevamente están planeando destruirla a ella y a sus “juguetes”, por lo que crea un ejército de Replicadores, que invaden la base, mientras ella se encierra en la sala del Portal, en tanto, aprende el modo hacerlo funcionar para huir. Temiendo que ella pierda el control otra vez, Hammond ordena apagar o destruir a Reese. Daniel entonces intenta ganarse de nuevo la confianza de ella para poder desconectar su fuente de energía, mientras Carter y Hammond se preparan para activar la autodestrucción. Por su parte, Teal'c, O'Neill y varios soldados del SGC aguardan afuera de la sala del Portal. 
El plan de Daniel falla, pero él aun intenta convencer a Reese para que se detenga. O'Neill y el resto de los soldados se enfrentan entonces a los Replicadores, en tanto, intentar acceder al cuarto donde se haya a Reese. Luego de activar manualmente la autodestrucción, Carter se da cuenta de que al menos un Replicador ha empezado actuado de forma independiente, tal como habían temido. Finalmente, O'Neill entra a la sala del portal, justo cuando Daniel al parecer había convencido a Reese de detenerse. Él le dispara, causándole un mortal daño a la ginoide. Mientras Reese “muere”, los Replicadores en toda la base se desintegran. Aun cuando O'Neill le dice que no tenían opción, Daniel se haya extremadamente enojado con él, ya que cree que los Replicadores se detuvieron no porque el Coronel le disparó a Reese, sino porque él había logrado convencerla, y que incluso con esto, perdieron su única oportunidad para detener de una vez a aquella peligrosa amenaza.

## Artistas invitados
- Danielle Nicolet como Reese.
- Gary Jones como Walter Harriman.
- Teryl Rothery como la Dra. Janet Fraiser[3]
- Tracy Westerholm como soldado SF[3]
- Dan Shea como Siler[3]
- Colin Lawrence como líder del SG-3.[3]